# Арстаналиев, Кайржан
Кайржан Арстаналиев (1917 года рождения, Акжаикский район, село Бидайык) — советский рабочий, мастер Уральского кожевенно-обувного комбината имени Землячки Министерства лёгкой промышленности Казахской ССР, Герой Социалистического Труда (1966).
В 1941—1943 годах был в трудовом батальоне Красной армии. С 1943 года в Уральске работал рядовым рабочим на кожевенно-обувном заводе, мастером смены. В 1960-х годах коллектив смены Арыстаналиева показал самые высокие производственные результаты.